# 3 Syberyjska Dywizja Strzelecka

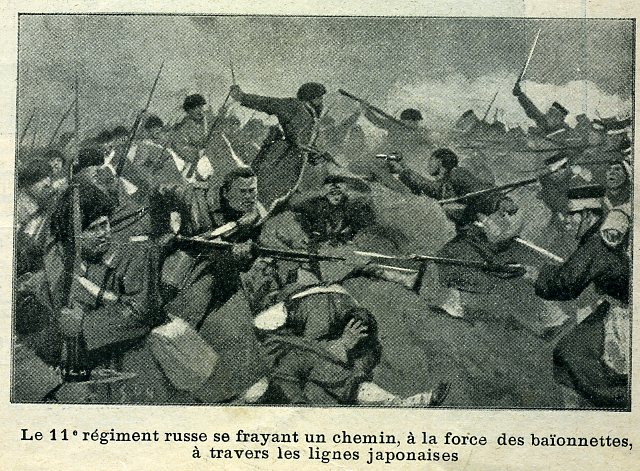
11 Syberyjski pułk strzelców w walce na bagnety z japońskimi żołnierzami

3 Syberyjska Dywizja Strzelców (ros. 3-я Сибирская стрелковая дивизия) – wielka jednostka piechoty Armii Imperium Rosyjskiego z siedzibą we Władywostoku. Sztab dywizji znajdował się w Harbinie.

## Historia
Jednostka została sformowana w 1898 jako 3 Wschodnio-Syberyjska Brygada Strzelecka i podlegała pod administrację wojskową obwodu Kwantun. Pułki 9 i 10 zostały przemianowane odpowiednio z 4 i 6 Wschodnio-Syberyjskich Pułków Strzeleckich, a w Odessie sformowano pułki 11 i 12 z kompanii wydzielonych z pułków 3 i 4 brygad strzeleckich oraz 13 i 15 dywizji piechoty i przybyły drogą morską do Port Arthur. Dowódca brygady był jednocześnie komendantem twierdzy Port Arthur i naczelnikiem wszystkich wojsk polowych w obwodzie Kwantun. W związku z tym brygada miała status odrębnej. W latach 1900–1902 brała udział w Pochodzie do Chin: 9 i 10 pułk do Pekinu, 11 pułk do Haicheng i Biziwo, 12 pułk do Pekinu i Tiencin. 

### Wojna rosyjsko-japońska
W czasie wojny rosyjsko-japońskiej jednostka wchodziła w skład 3 Syberyjskiego Korpusu Armijnego. W pierwszej połowie stycznia 1904 brygada znajdowała się w Port Arthur. 30 grudnia 1903 r. namiestnik Jego Cesarskiej Mości na Dalekim Wschodzie admirał Aleksiejew, po otrzymaniu wiarygodnych informacji o zbliżającym się desancie wojsk japońskich w Korei, zwrócił się do Petersburga o zezwolenie na wprowadzenie brygady w stan wojenny i jej ponowne rozmieszczenie do linii Siyuang – Fengcheng – Dagushan, skąd mogłaby, po rozpoczęciu działań wojennych, szybko przejść na linię rzeki Jalu, wyprzedzając Japończyków. 9 stycznia 1904 r. uzyskano pozwolenie, a 18 stycznia brygada zaczęła posuwać się do przodu. 9 pułk z kompanią karabinów maszynowych przybył do Liaoyang 27 stycznia, wyruszył stamtąd 31 stycznia i dotarł do Shahechi pod wieczór 9 lutego. 10 pułk przybył 31 stycznia do Xiongyue i Gaizhou, ale dalszy pochód rozpoczął dopiero 22 lutego, czekając na jego zastąpienie przez pułk 9. 11 pułk został wysłany do Dashiqiao, stamtąd do Yingkou, skąd wyruszył 4 lutego i dotarł 15 lutego przez Dashiqiao do Fengcheng. 12 pułk został wysłany do Haicheng, skąd wyruszył 2 lutego i dotarł do Fengcheng 10 lutego; potem jeden z jego batalionów został wysłany do Shahechi, a drugi do Jiuliangcheng. 
10 lutego 1904 r. brygada przekształciła się w 3 Wschodnio-Syberyjską Dywizję Strzelecką, do pułków dodano trzecie bataliony, złożone z oddzielnych kompanii dywizji piechoty z europejskiej części Rosji i wysłane na Daleki Wschód. 
W latach 1906–1914 dywizja wchodziła w skład 4 Syberyjskiego Korpusu Armijnego. 
Podczas I wojny światowej uczestniczyła w bitwie Tanewskiej w dniach 18-25 czerwca 1915 r. oraz w bitwie pod Lublinem i Chełmem w dniach 9-22 lipca 1915 r.

## Organizacja
Jako część 1 Armii Mandżurskiejː
- 3 Wschodnio-Syberyjska Dywizja Strzelecka (3 Wschodnio-Syberyjska Brygada Strzelecka, Kwantuński Rejon Umocniony, Port Arthur)
  - 9 Wschodnio-Syberyjski pułk strzelców (bataliony 1 i 2)
    - kompania karabinów maszynowych

  - 10 Wschodnio-Syberyjski pułk strzelców (bataliony 1 i 2)
  - 11 Wschodnio-Syberyjski pułk strzelców (bataliony 1 i 2)
  - 12 Wschodnio-Syberyjski pułk strzelców (bataliony 1 i 2)
  - Wschodnio-Syberyjski strzelecki dywizjon artylerii (baterie 1, 2 i 3)

## Dowódcy
- 02.04.1898 – 26.01.1899 – generał major Siergiejewicz Władimir Wołkow
- 26.01.1899 – 04.05.1903 – generał major Anatolij Michajłowicz Stessel
- 21.05.1903 – 04.07.1906 – generał major Nikołaj Aleksandrowicz Kasztalinski
- 21.09.1906 – 1910 – generał lejtnant Władimir Pietrowicz Olszewski
- 13.07.1910 – 12.10.1911 – generał lejtnant Michaił Michajłowicz Dobrowolski
- 12.10.1911 –12.08.1914 – generał lejtnant Nikołaj Aleksandrowicz Trietjakow (1854-1917)
- 06.04.1917 – ? – generał major Wasilij Aleksandrowicz Kruchlewski